# Коучинг
Коучингът (на английски: coaching) е процес на обучение или развитие, чрез които дадено лице се подкрепя, докато се постигне конкретна лична цел или професионален резултат, благодарение на подкрепящата връзка между коуч (инструктор, треньор) и обучаван човек, методите и стила на използваната комуникация.
Концепцията за коучинга идва от спорта. Обучението по ски, тенис и голф се променя преди 20 г. от харвардския педагог и тенис експерт Тимоти Галуей. В книгите си „Вътрешната игра в тениса“, „Вътрешна игра в голфа“, „Вътрешното ски спускане“, той разгръща тезата, че опонентът в собствената глава е по-опасен от съперника отсреща, с когото се съревноваваме. Според него коучът може да помогне на играча да премахне или ограничи вътрешните си препятствия, като така ще достигне до една неочаквана естествена възможност за усвояване и резултати, без да е нужна голяма техническа подкрепа от страна на коуча. Така се стига до същината на метода коучинг: той отключва потенциала на хората, за да максимизира тяхната успеваемост.
В исторически план развитието на коучинга е повлияно от много други области на изследвания, включително и тези на личностно развитие, обучение на възрастни, психология и други организационни и лидерски теории и практики.

## Видове
В зависимост от спецификата, коучингът най-общо се дели на:
- Индивидуален (или Лайф коучинг) – занимава се с индивидуалното, личностно развитие на клиентите
- Бизнес коучинг – занимава се с развитието на екипи
- Екзекютив коучинг (на английски: Executive Coaching) – за собственици на бизнеси, предприемачи и висши мениджъри

Последният вид има за цел развитие на ценните и влиятелни висши мениджъри, собственици и предприемачи, разкриване на потенциала им, като по този начин, поради каскадния ефект на промяната, тя обхваща цели отдели, цели организации и се отразява на обществото като цяло. Представлява индивидуална работа с ценните за организацията мениджъри, както и със собствениците. В това партньорство клиент и коуч определят сферите на работа, целите, към които се стремят и се проследяват постигнатите резултати, за да могат обучаваните да са максимално ефективни и полезни за организацията, за обществото, да са пълноценни и удовлетворени от живота си.
Коучингът за собственици на бизнеси и висш мениджмънт се фокусира върху развитие и разгръщане на потенциала на човека да води, мотивира и влияе върху хората. Вместо да се занимава с решаване на тактически задачи и ситуации или придобиване на основни умения, обучението цели развитие на стратегическото мислене. Това е особено полезно за организациите, защото подобни хора обикновено имат изключително голямо въздействие върху мисията и визията на цялата структура, изграждането на корпоративна култура и върху останалите членове на организацията. С разгръщане на потенциала на един човек, цялата организация може да стане по-ефективна и успешна поради „каскадния ефект“ на промяната.